# Circ glaciar

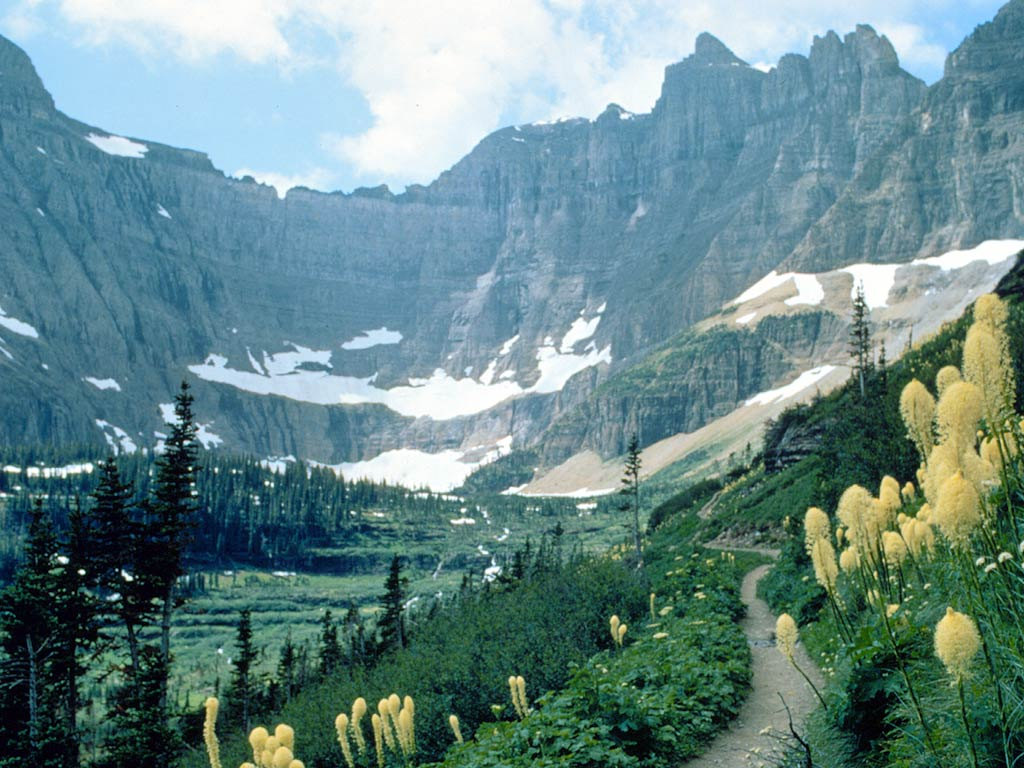
Circ glaciar în Parcul Naţional Glacier (SUA)

Circ glaciar (sau căldare glaciară) este un termen din geologie și definește o depresiune circulară aflată în regiunile înalte ale munților, care a fost formată prin eroziune sau prin acțiunea unui ghețar. În cadrul unei văi glaciare, căldarea glaciară reprezintă nucleul ei de formare și treapta ei cea mai înaltă, fiind o formă de relief adâncită în amfiteatru, dezvoltată izolat sau în ansambluri complexe.
 O căldare glaciară al cărei izbuc este bine profilat se numește zănoagă, de exemplu: Zănoaga Bucurei din Munții Retezat. 

## Definire
O definiție mai amplă a circului glaciar, acceptată de majoritatea geomorfologilor, este cea enunțată în 1974 de I. S. Evans și N. Cox:
Un circ este o excavațiune, deschisă în aval, dar închisă în amonte de un versant abrupt (peretele din spate), care este arcuit în plan în jurul unei podele cu pantă mică.
Circul este glaciar dacă podeaua a fost afectată de eroziunea glaciară, în timp ce peretele din spate a evoluat subaerian, iar drenajul a fost localizat suficient de aproape de creasta peretelui din spate, astfel încât gheața ce forma circul să nu fi curs spre exterior. În general, panta peretelui frontal depășește 35 de grade, iar podeaua circului are valori mai mici de 20 de grade. 
După topirea ghețarului, în circuri pot apărea lacuri glaciare.

## Circuri glaciare în România
În Parcul Național Munții Rodnei cu o suprafață de 46.399 ha, din care 3.300 ha au fost declarate rezervație a biosferei încă din 1979, se găsesc mai multe circuri glaciare: circul glaciar Lala, în Valea Lala, circul glaciar Negoiescu în Valea Negoiescului, circul glaciar Buhăescu (cel mai mare din Munții Rodnei care adăpostește Tăurile Buhăescului), circul glaciar Izvorul Cailor și circul glaciar Puzdrele. 

## Lacuri glaciare în circuri glaciare
În Parcul Național Munții Retezat, există multe lacuri, peste 50, în majoritatea lor de origină glaciară, aflate în circuri glaciare, dintre care se pot menționa cele mai mari și mai cunoscute: Ana, Bucura, Florica, Galeșu, Peleaga, Pietrele, Viorica, Stânișoara, Ștevia și Zănoaga. 